# إمري كومورا
إمري كومورا ، (5 يونيو 1940 - 15 أغسطس 2024)، هو لاعب كرة قدم هنغاري سابق.
لعب مع منتخب هنغاريا لكرة القدم.

## وصلات خارجية
- إمري كومورا على موقع قاعدة بيانات كرة القدم.إي يو (الإنجليزية)
- إمري كومورا على موقع ناشيونال فوتبول تيمز (الإنجليزية)
- إمري كومورا على موقع عالم كرة القدم.نت (الإنجليزية)
- إمري كومورا على موقع أوليمبيديا (الإنجليزية)